# Turgóvia
Turgóvia (alemão Thurgau) é um cantão da Suíça. Faz parte da Suíça desde 1460 e tornou-se cantão autónomo em 1803. A língua oficial deste cantão é o alemão.

## Comunas
Este cantão contém 80 comunas (em Abril de 2004):
| - Aadorf - Affeltrangen - Altnau - Amlikon-Bissegg - Amriswil - Arbon - Basadingen-Schlattingen - Berg - Berlingen - Bettwiesen - Bichelsee-Balterswil - Birwinken - Bischofszell - Bottighofen - Braunau - Bürglen - Bussnang - Diessenhofen - Dozwil - Egnach - Erlen - Ermatingen - Eschenz - Eschlikon - Felben-Wellhausen - Fischingen - Frauenfeld - Gachnang - Gottlieben - Güttingen | - Hauptwil-Gottshaus - Hefenhofen - Herdern - Hohentannen - Homburg - Horn - Hüttlingen - Hüttwilen - Kemmental - Kesswil - Kradolf-Schönenberg - Kreuzlingen - Langrickenbach - Lengwil - Lommis - Mammern - Märstetten - Matzingen - Müllheim - Münchwilen - Münsterlingen - Neunforn - Pfyn - Raperswilen - Rickenbach - Roggwil - Romanshorn - Salenstein - Salmsach - Schlatt | - Schönholzerswilen - Sirnach - Sommeri - Steckborn - Stettfurt - Sulgen - Tägerwilen - Thundorf - Tobel-Tägerschen - Uesslingen-Buch - Uttwil - Wagenhausen - Wäldi - Wängi - Warth-Weiningen - Weinfelden - Wigoltingen - Wilen - Wuppenau - Zihlschlacht-Sitterdorf |